# Emilio Busolini
Emilio Busolini (Trieste, 21 ottobre 1910 – Trieste, 16 febbraio 2010) è stato un organista e compositore italiano.

## Biografia
Nato a Trieste nel 1910 da genitori friulani, studiò pianoforte con Eusebio Curellich e Vittorio Menassé, violino con Nives Luzzatto e Marino Baldini e le materie complementari con Antonio Illersberg, Vito Levi e Salvatore Dolzani. Nel 1928 ottenne la licenza normale in pianoforte e violino presso il Conservatorio “G. Verdi” di Trieste. Completò i suoi studi musicali a Roma studiando organo con Raffaele Manari e Ferruccio Vignanelli, composizione sacra con Raffaele Casimiri e canto gregoriano con l'abate Ferretti al Pontificio Istituto di Musica Sacra (Roma). Nel 1934 conseguì il magistero in pianoforte alla Regia Accademia di S. Cecilia di Roma e nel 1935 il magistero in organo e composizione organistica, presso il Conservatorio di S. Cecilia di Roma.
Dal 1930 al 1939 fu organista della Cappella Musicale del Principe Filippo Doria Pamphilj- Chiesa di S. Agnese in Agone (Piazza Navona) Roma.
Dal 1936 al 1938, sempre a Roma collaborò come organista presso l'EIAR (Ente Italiano Audizioni Radiofoniche).
Nel 1944 ottenne la nomina di organista e vicedirettore della Cappella Civica di Trieste - Cattedrale di San Giusto - incarico che svolgerà fino al 1978 per sopraggiunti limiti d'età.
Titolare della cattedra di organo e composizione organistica al Conservatorio Statale di Musica “G. Tartini” di Trieste, esperto nel collaudo di organi nuovi e restaurati, apprezzato concertista e compositore soprattutto di musica sacra vocale e strumentale, tra i suoi numerosi lavori oltre alla Missa ad Catacumbas va ricordata la Messa in lingua italiana Gloria a Dio nell'alto dei cieli composta su invito dell'allora Vescovo di Trieste mons. Santin, secondo i dettami del Concilio Vaticano II. Molto conosciuto e amato dai fedeli triestini è il suo Inno a San Giusto: eseguito per la prima volta nel 1943 ha sempre concluso la Messa pontificale del 3 novembre, festa del Patrono di Trieste.
Ha ricevuto numerosi riconoscimenti: nel 1964 Cavaliere dell'Ordine al Merito della Repubblica Italiana, nel 1981 Cavaliere Ufficiale dell'Ordine al Merito della Repubblica Italiana e Sigillo Medaglia d'oro dal Comune di Trieste per l'attività alla Cappella Civica, nel 1997 Commendatore dell'Ordine al Merito della Repubblica Italiana e Sigillo Medaglia d'oro dalla Società Italiana Autori Editori. Il Vescovo di Trieste mons. Lorenzo Bellomi, come espressione di riconoscenza della Chiesa tergestina, nel 1979 gli faceva conferire dalla Santa Sede l'onorificenza pontificia: Equitem Ordinis Sancti Gregorii Magni.
Morì a Trieste il 16 febbraio 2010, alla soglia del secolo di vita.

## L'esperienza romana
Nel 1929, appena diplomatosi e non ancora ventenne, Emilio Busolini si trasferisce a Roma per perfezionare e completare i suoi studi d'organo. Si iscrive al Pontificio Istituto di Musica Sacra, dove inizia gli studi sotto la guida di Raffaele Manari. L'istituto lo segnala per la sua bravura e Busolini ottiene il posto d'organista nella Cappella musicale del principe Doria Pamphilj nella chiesa di S. Agnese in Agone a Piazza Navona: suonerà in questa chiesa fino alla fine del suo periodo romano, abitando, su offerta del principe, nel Palazzo Doria Pamphilj, le cui finestre danno sulla fontana del Bernini.
Per vivere e mantenersi agli studi insegna musica e canto corale in diversi istituti della città e della provincia: all'Istituto "Tata Giovanni", al "Collegio Canadese" (Seminario), all'Istituto San Gregorio al Celio, al Seminario di Lanuvio e presso i Salesiani a Frascati.
Nel 1934 ottiene presso la Regia Accademia di S. Cecilia il Magistero di pianoforte e nel 1935 il magistero in organo e composizione organistica, presso il Conservatorio di S. Cecilia di Roma. Busolini suona sia l'organo che il pianoforte in diversi complessi vocali e strumentali, o funge da maestro accompagnatore di solisti. Suona anche spesso nella Sala Borromini, sempre a Roma, dove si trova un grande organo da concerto.
Durante il periodo delle vacanze, Emilio Busolini ritorna a Trieste, dove tiene dei concerti d'organo nella Basilica di San Giusto:
Nel 1936, tramite un concorso internazionale, Emilio Busolini viene scelto in qualità di organista dagli studi dell'EIAR. La sua attività di organista presso questo ente, dal 1936 al 1938, sarà intensa, con oltre cento concerti radiotrasmessi sia dalla rete nazionale che da quelle estere dedicate agli italiani d'oltremare nel bacino del Mediterraneo, in Africa Orientale, Estremo Oriente e Nord America. Spesso suona come solista, ma numerosi sono anche i concerti tenuti con varie formazioni e con l'orchestra: dal programma classico con musiche di Bach, a musiche ballabili moderne, eseguite anche insieme a un'orchestrina Jazz.
In quel periodo si arricchisce anche il suo curriculum di studi grazie alla collaborazione con l'orchestra sinfonica della Radio (Studi di Roma) sotto la direzione di illustri e celebri maestri come Previtali, Gui, Mascagni, Marinuzzi.

Emilio Busolini lascia definitivamente Roma alla fine dell'ottobre del 1939, come testimonia la lettera scritta da Doria Pamphilj:
A Trieste, già dal 1938, aveva iniziato, dapprima saltuariamente poi ininterrottamente, una nuova attività professionale come insegnante di pianoforte, violino e armonium presso l'Istituto Magistrale Duca d'Aosta. Durante quegli anni di insegnamento Emilio Busolini non solo si occupava della parte didattica ma si esibiva in concerti. Numerose le esecuzioni di musica sacra nelle chiese triestine. Il 29 giugno 1939 eseguiva nella Chiesa di via del Ronco, a Trieste, musiche di Bach, Frescobaldi, Scarlatti, Bossi, Franck, Liszt, Honegger, Vierne.
Dopo lo scoppio della Seconda Guerra Mondiale, suona, negli anni 1942-1943, in qualità di maestro sostituto, il pianoforte, la celesta e l'organo nell'orchestra del Teatro Verdi di Trieste: il 19 marzo 1943 collabora con il direttore Franco Ferrara ed esegue la parte pianistica dell'Uccello di Fuoco di Stravinsky. Collabora anche con Radio Trieste, dal 1943 al 1945, sia come componente dell'orchestra sia come solista. Più volte fu chiamato a suonare per le truppe nelle chiese triestine.

## Organista della Cattedrale di San Giusto a Trieste
Nel 1944, Emilio Busolini ottiene ufficialmente la nomina, per titoli e prove, di organista e vicedirettore della Cappella Civica di Trieste, della Cattedrale di San Giusto, incarico che ricoprirà fino al 1978 per raggiunti limiti d'età. A sostenere la candidatura contribuiscono le referenze e le documentazioni provenienti dal mondo musicale romano e le approvazioni del Vescovo di Trieste, di Giusto Buttignoni, dell'organista Julius Kugy. Prende il posto di uno dei suoi maestri, Eusebio Curelli (Curellich) afflitto da gravi problemi di salute.
Emilio Busolini durante il lungo periodo di permanenza a San Giusto si adopera con grande entusiasmo al rinnovamento e alla cura del coro, all'esecuzione di musica sacra tradizionale ma anche e soprattutto di quella composta da autori giuliano del Novecento o da lui personalmente.
La vita di Emilio Busolini era legata alla Cattedrale di San Giusto non solo per il suo organo ma anche attraverso le sue campane, che avevano segnato nei secoli la storia stessa della città di Trieste.
Nel 1952, Busolini, invitato dal Comitato Prefettizio costituitosi all'inizio degli anni Cinquanta, ricoprì il ruolo di esperto per la parte musicale nell'opera di ripristino delle campane sottratte dalle chiese di Trieste o danneggiate durante il conflitto: eseguì sopralluoghi sui campanili delle chiese, assistette alla fusione delle più importanti fra le nuove campane presso la fonderia Broili e De Poli di Udine, e alla loro collocazione nelle posizioni originali, controllandone l'intonazione e l'accordatura.
Nel 1966, Emilio Busolini, su invito dell'allora Arcivescovo di Trieste mons. Antonio Santin compone una messa in italiano. Questa composizione, secondo i nuovi dettami del Concilio Vaticano II, porta una novità in campo liturgico: una delle quattro costituzioni, la Sacrosantum concilium, che riguarda la Sacra liturgia, prendeva in considerazione come elemento fondamentale la partecipazione dei fedeli e riconosceva le lingue nazionali come "adatte" per le celebrazioni, e Busolini introduce queste innovazioni nel campo della musica sacra, nella Cattedrale di San Giusto, già nella Domenica delle Palme del 1965. Ai fedeli presenti durante la lettura del Vangelo le parole giungono tutte cantate in italiano in una forma suggestiva, e l'eccezionalità delle musiche è dovuta anche al fatto che in quell'anno la nuova linea liturgica viene sperimentata in pochissime chiese italiane.
Sempre nel suo ruolo di organista a San Giusto vanno ricordate le sue numerose esecuzioni durante le cerimonie nuziali.
Nel 1988, Emilio Busolini concesse un'intervista, ripresa dalla RAI e poi andata in onda sulla terza rete televisiva, al direttore della Cappella Civica, Marco Sofianopulo, che per un periodo era stato anche suo allievo. L'intervista riguardava l'attività di organista e vicedirettore della Cappella Civica stessa, svolte dal 1943 al 1978.
Nella Regione Friuli Venezia Giulia, a Trieste e in altre città italiane, Emilio Busolini fu più volte invitato ad inaugurare un nuovo organo. La consulenza per la progettazione di questo complesso strumento musicale faceva parte delle attività collaterali a quelle di insegnante, concertista e compositore. La sua preparazione, iniziata a Roma nel corso dei suoi studi, si era via via sviluppata attraverso lunghi tirocini in laboratori musicali e liuterie fino ad arrivare alla collaborazione con diversi costruttori di organi.
Particolarmente interessanti sia per i cenni storici che per i progetti le sue relazioni sugli organi della Cappella della Pia Casa dei Poveri (Trieste 1947), della Chiesa di San Giovanni in Guardiella (Trieste 1953), della Chiesa di San Cipriano nel Monastero delle Monache Benedettine (Trieste 1956), della Chiesa di San Giorgio Maggiore (Isola di San Giorgio Venezia 1956), del Duomo di Udine (1964), del Duomo di Palmanova (1964), del Duomo di Pordenone (1970).

## Le composizioni
Emilio Busolini iniziò la sua carriera di compositore già in tempi giovanili.
Presso il Pontificio Istituto aveva frequentato le scuole di composizione sacra e canto gregoriano con i maestri Licinio Refice e Paolo Ferretti, perfezionandosi poi nella trascrizione con Raffaele Casimiri con il quale aveva lavorato nella Biblioteca del Laterano alle trascrizioni di musiche palestriniane (messe, mottetti, salmi).
Le prime esperienze lo portarono a trascrivere e arrangiare musiche di genere diverso, da adattare durante le trasmissioni radiofoniche dell'E.I.A.R. negli anni dal 1936 al 1938.
Il suo servizio a San Giusto, in un percorso che durerà quarant'anni, lo porterà ad adattare la musica religiosa alle nuove esigenze emerse dopo il Concilio Vaticano II in un rapporto di continuo equilibrio tra organista, coro e coinvolgimento popolare.
Nel campo liturgico, tra le sue composizioni scritte per la Cappella Civica, vanno ricordate le sue Messe - le più eseguite, la Missa “ad catacumbas” (1938, rielaborata poi negli anni Sessanta) a due voci doppie-pari e organo, e quella in italiano Gloria a Dio nell'alto dei cieli (1966).
E ancora la Regina del Cielo, antifona per coro misto a quattro voci e organo (1966); il Christus Vincit, acclamazione per coro a quattro voci miste e organo (1963).
Notevoli le parti corali, su testo italiano, musicate per la Passione del nostro Gesù secondo San Matteo.
Risale invece al 1943 il suo Inno a San Giusto, su versi di Elisabetta Bortuzzo, una delle sue composizioni più popolari eseguita ogni anno alla fine della Messa che celebra la festa del Santo Patrono di Trieste.
Del 1959 è l'Inno - La Via Crucis con i versi scritti dal pittore triestino Cesare Sofianopulo e musicato in occasione dell'inaugurazione della Via Crucis della chiesa di Avilla di Buia (Udine).
Nelle pagine dedicate all'organo solo, Emilio Busolini resta nella maggior parte delle composizioni legato alle melodie gregoriane delle quali esplora le possibilità costruttive sfociando in variazioni sul tema scelto. Così nascono i Corali, l'Ave Maria, il Trittico Gregoriano.
Una delle sue composizioni più intense è il Corale O capo insanguinato, ispirato alla melodia composta nel 1601 da Hans Leo Hassler Herzlich thut mich verlangen e in seguito elaborata anche da Bach: scritta nel 1942 e in seguito rielaborata a più riprese, rappresenta una sintesi della vena compositiva del maestro Busolini e dimostra la sua profonda conoscenza delle possibilità tecniche e timbriche dell'organo.
La conversione del Lupo di Gubbio, 1977, tratta dai Fioretti di San Francesco, ritrae il lupo nella tana in agguato per assalire gli uomini: incontra San Francesco, che gli si avvicina cantando le lodi al Signore, il lupo si prostra ai piedi del santo e subito si sentono suonare festanti le campane. La composizione si chiude con l’Amen degli Inni gregoriani.
Del 1935 è la composizione Il Fato, ispirata a un evento accaduto durante l'infanzia - poema musicale di voci bianche, pianoforte concertante, archi, fiati, timpani e campane, con le parole dello stesso Busolini, che l'aveva pensata per un complesso composto da giovani allievi del Conservatorio o di una scuola di musica, ridotto al minimo sia come partitura sia per difficoltà esecutive.
Tra le sue composizioni troviamo anche numerose romanze, canzoni, ninne nanne, per voce e pianoforte. Molte di queste portano la firma di Bruno Busolini, come a distinguere il musicista che si dilettava a ideare musiche da lui definite "in stile e ritmo moderno" dall'Emilio Busolini compositore di musica sacra.
Alcune sue composizioni sacre manoscritte si trovano presso l'Archivio della Cappella Civica della Cattedrale di San Giusto; altre nel suo archivio.

## L'insegnamento
Nel 1946 il maestro Emilio Busolini riceve l'incarico della cattedra di organo e composizione organistica al Liceo Musicale Triestino che diventerà poi Conservatorio di Musica Statale "G. Tartini"; in seguito, Busolini otterrà la cattedra di ruolo che occuperà fino al 1980 per raggiunti limiti d'età.
Durante i trentaquattro anni d'insegnamento, Emilio Busolini sarà chiamato più volte a far parte di commissioni giudicatrici dal Ministero della Pubblica Istruzione, per concorsi ed esami, dal Conservatorio S. Cecilia di Roma e dai Conservatori Claudio Monteverdi di Bolzano, Licinio Refice di Frosinone e dal Benedetto Marcello di Venezia.
Nel corso della sua carriera Emilio Busolini mise a disposizione la sua esperienza di insegnante anche nei confronti dei ragazzi non vedenti, elaborando una sua particolare tecnica nell'approccio con l'organo e collaborando con l'Istituto Luigi Configliachi di Padova e con l'Istituto Rittmeyer di Trieste.

## Vita familiare
Nel 1952, Emilio Busolini si sposa con Fulvia Rota, discendente dalla famiglia dei conti Rota di Momiano d'Istria dalla quale ha avuto tre figli.
La famiglia fu sempre intesa da Emilio Busolini in senso patriarcale, una visione dovuta anche alle origini friulane. La moglie e i figli costituirono sempre un punto centrale, un rifugio sicuro, un contesto nel quale trasmettere valori che riteneva importanti e fondamentali, e un ambiente nel quale esprimere al meglio la sua sensibilità artistica.
Emilio e Fulvia Busolini hanno sempre vissuto nella casa a San Giusto, nella strada dedicata al musicista Giuseppe Rota
Emilio Busolini continuò a suonare il pianoforte e a comporre nella sua casa di San Giusto fino agli ultimi mesi della sua vita.
Scompare il 16 febbraio 2010 a quasi cent'anni d'età.
Numerose sono le fotografie, i documenti, le relazioni storiche e tecniche, le lettere, i carteggi che la figlia Rosanna Busolini Panizzoli ha raccolto nella pubblicazione: Emilio Busolini - la vita del musicista triestino tra cronaca, storia e ricordi, edita da "Pizzicato Edizioni Musicali" nel novembre 2010.

## Onorificenze
Cavaliere dell'Ordine al Merito della Repubblica Italiana (1964)
Cavaliere Ufficiale dell'Ordine al Merito della Repubblica Italiana (1981)
Sigillo Medaglia d'oro dal Comune di Trieste per l'attività alla Cappella Civica (1981)
Commendatore dell'Ordine al Merito della Repubblica Italiana (1997)
Sigillo Medaglia d'oro dalla Società Italiana Autori Editori (1997)
Onorificenza pontificia Equitem Ordinis Sancti Gregorii Magni fatta conferire dalla Santa Sede su presentazione del Vescovo di Trieste mons. Lorenzo Bellomi, come espressione di riconoscenza della Chiesa Tergestina (1979)

## Le composizioni

### Messe
- - Missa "Ad Catacumbas" a due voci doppie-pari e organo (Edizioni Pizzicato)
  - Missa de uno Martyre "Sancte Juste" per coro misto a cinque voci e organo (1953)
  - Missa Brevis (Kyrie, Sanctus e Agnus Dei) per una voce e organo
  - Messa Gregoriana: "In Festis B. Mariae Virginis (Cum Jubilo)
  - Messa in italiano: "Gloria a Dio nell'alto dei cieli" (1966)
  - Messa per il popolo

### Musica sacra per organo e coro
- - MUSICA SACRA PER ORGANO E CORO
  - INNO A SAN GIUSTO – per coro quattro voci dispari e organo (1943)
  - Trascrizione per coro a quattro voci dispari con accompagnamento di banda (1949)
  - TE DEUM - per coro misto a quattro voci e organo (1950)
  - GLORIA ET HONORE - OFFERTORIO dalla MISSA DE UNO MARTYRE “SANCTE JUSTE” per coro misto a cinque voci e organo (1953)
  - INNO A SANT'ANTONIO MARIA CLARET per coro a quattro voci miste e organo (1956)
  - LA VIA CRUCIS - INNO - versi di Cesare Sofianopulo – per coro e organo (1959)
  - CHRISTUS VINCIT per coro a quattro voci miste e organo (1963) (Edizioni Pizzicato)
  - HOSANNA per coro misto a quattro voci (1964)
  - AVE MARIA per coro a quattro voci pari
  - ASPERGES ME per coro misto a quattro voci (1965)
  - REGINA DEL CIELO - ANTIFONA per coro misto a quattro voci e organo (1966)
  - ERIPE ME - RESPONSORIO DEL VENERDÌ SANTO per coro misto a quattro voci (1966)
  - DOMINE AUDIVI - RESPONSORIO DEL VENERDÌ SANTO per coro misto a quattro voci
  - GRADUALE E TRATTO DELLA PRIMA DOMENICA DI PASSIONE per coro
  - OFFERTORIO DELLA PRIMA DOMENICA DI QUARESIMA per coro
  - IMPROPERIUM EXPECTAVIT COR MEUM DELLA SECONDA DOMENICA DI QUARESIMA per coro
  - OFFERTORIO, GRADUALE E TRATTO DELLA TERZA DOMENICA DI QUARESIMA “I decreti di Dio…..”  per coro
  - OFFERTORIO DELLA TERZA DOMENICA DI QUARESIMA “Laetificantes corda….” per coro
  - PASSIONE DEL NOSTRO GESÙ SECONDO SAN MATTEO - coro (in italiano) e organo (1966)
  - SALMO CREDIDI a 4 voci dispari organo
  - CANTANTIBUS ORGANIS – ANTIFONA per organo e quattro voci dispari
  - ECCE SACERDOS MAGNUS per quattro voci e organo

### Per organo solo
- - SUITE NUZIALE  (1942) - Introduzione, Preghiera (anche trascrizione per organo, violino e violoncello e per voce e organo (testo letterario di Agostino Sodani), Marcia Nuziale
  - SUITE “PAESAGGI”(1948)
  - PUER NATUS EST (1950)
  - TOTA PULCHRA - Variazioni (1951)
  - APOCALISSE (1952)
  - NEL PRESEPIO – BRANO CARATTERISTICO PER ORGANO
  - EPITAFFIO PER CESAR FRANCK E CAVAILLÉ-COLL (1952)
  - RIEVOCAZIONE DI DON BOSCO (1955)
  - PRELUDI (1965) - Preludio al graduale, Preludio all'offertorio, Preludio alla comunione
  - FINALE PER ORGANO – “Ite missa est”  dalla Messa gregoriana B. Vergine Maria
  - CORALI - "O capo insanguinato" dalla melodia Herzlich thut mich Verlangen di H. L. Hassler – (1942), Iesu corona Virginum (1952)
  - ALLELUIA
  - ECCE SACERDOS MAGNUS
  - JESUS REDEMPTOR OMNIUM
  - CANTANTIBUS ORGANIS
  - TRITTICO GREGORIANO (n°1) - Inno di Natale, Alleluja e Sequenza di Pasqua, Antifona ed Inno della B.V. Maria
  - TRITTICO GREGORIANO (n°2) - Ave Maris Stella, Filii et Filiae, Deo Gratias
  - DEO GRATIAS (dalla Messa Cum Jubilo)
  - DEO GRATIAS ALLELUJA
  - ORATORIO “IL MARTIRIO DI SAN GIUSTO” (1966) - Preludio, fuga e corale
  - LA CONVERSIONE DEL LUPO DI GUBBIO - DAI FIORETTI DI SAN FRANCESCO (1977) (anche trascrizione per voce (soprano) coro e organo (campane ad libitum) e per voce (soprano) arpa e organo)
  - PASTORALE

### Per arpa
- - ANTIFONA E SALMO IN ONORE DI S. CECILIA PER ARPA (1976)

### Per organo, arpa e tromba in Fa
- - PRO SPONSIS - ALL'APPARIZIONE DELLA SPOSA (come una radiosa meteora)  (1970)

### Per coro di voci bianche, pianoforte concertante - archi - fiati - timpani - campane
- - IL FATO (1935) (Edizioni Italo Svevo)

### Per pianoforte
- - CORALE – EVOCAZIONE DEI GRANDI MAESTRI DEL PASSATO (1942)

### Per pianoforte e orchestra
- - RAPSODIA MORESCA (1943)

### Per voce e pianoforte
- - DUE LIRICHE (versi di E. Torossi - Sinigo) – (1947) , E tu più mio ancor ch'io di me stessa , Mezzanotte
  - RACCOLTA DI ROMANZE
    - Rimpianto (versi di Agostino Sodani) – (1963)
    - Un vecchio organino (versi di Agostino Sodani)
    - Vorrei che tornasse il passato (versi di Agostino Sodani)
    - È vano piangere – Tango (versi di Agostino Sodani) – (1942)
    - Vuoi venir nella luna (versi di Agostino Sodani)
    - O soldatin (versi di Agostino Sodani)
    - Povero cuor (versi di Agostino Sodani) – (1963)
    - Nel 2000 (versi di Agostino Sodani)
    - Com'è divino amar perdutamente (parole di Bruno Busolini)
    - È nu turmiento (versi di A. Esposito)

  - RACCOLTA DI CANZONI TRIESTINE
    - Care mule triestine (parole di Emilio Busolini)
    - Viva le triestine (versi di Agostino Sodani)
    - Ragazzi de Gorizia
    - Luna a Miramar (versi di Agostino Sodani)
    - Fabbrica machine che passion (testo di Emilio Busolini)
    - Alla torre (medica) – (testo di Bruno Busolini)
    - Ai capitani e gente de mar – canzone marinaresca (parole di Emilio Busolini) (2004)

  - NINNA NANNA (versi di Agostino Sodani) – (1950)
  - NINNA NANNA - Cantata dagli angeli custodi (voci bianche) - e dedicata alle creature innocenti del Terzo mondo - (testo di Emilio Busolini) - (1981)
  - NINNA NANNA - Dal “Diario di una giovane mamma dei nostri tempi” (2000)
  - ANGELO DI DIO
  - SUPPLICA - Al Santuario di Monte Grisa - Per gli esuli di tutto il mondo (testo di Emilio Busolini)

### Per flauto e archi
- - JESUS REDEMPTOR OMNIUM  (trascrizione dall'originale per organo)

### Composizioni manoscritte conservate nell'Archivio musicale della Cappella Civica di Trieste
- - CHRISTUS VINCIT; ACCLAMAZIONE per coro a quattro voci miste e organo (partitura), 1963 - coll. 27D45
  - GLORIA ET HONORE; OFFERTORIO dalla MESSA DE UNO MARTIRE “SANCTE JUSTE” per coro misto a 5 voci e organo, TRIESTE 1953 (partitura e parti) - coll. 42S12
  - AVE MARIA per coro a 4 voci pari (partitura) - coll. 43d14
  - REGINA DEL CIELO; ANTIFONA per coro misto a 4 voci e organo, PASQUA 1966. Con dedica al M° Luigi Toffolo (partitura e parti) - coll. 51S1
  - DOMINE AUDIVI, RESPONSORIO DEL VENERDÌ SANTO per coro misto a 4 voci (parti coro) - coll. 51S2
  - ASPERGES ME per coro misto a 4 voci, 1965 (parti coro) - coll. 51S3
  - ERIPE ME; RESPONSORIO DEL VENERDÌ SANTO per coro misto a 4 voci, 1966 (parti coro) - coll. 51S4
  - TE DEUM per coro misto a 4 voci, 1950 (parti coro) - coll. 51S5
  - HOSANNA per coro misto a 4 voci, eseguita la prima volta la domenica delle palme 1964 (parti coro) - coll. 51S6
  - PASSIONE DEL NOSTRO GESÙ SECONDO SAN MATTEO (parti coro) - coll. 51S7
  - GRADUALE E TRATTO della Prima Domenica di Passione (parti coro) - coll. 51S8
  - OFFERTORIO, GRADUALE E TRATTO della Terza Domenica di Quaresima “I decreti di Dio….” (partitura e parti) - coll. 51S9
  - OFFERTORIO della Terza Domenica di Quaresima “Laetificantes corda….” (parti coro) - coll. 51S10
  - OFFERTORIO della Prima Domenica di Quaresima (parti coro) - coll. 51S11
  - IMPROPERIUM EXPECTIVIT COR MEUM della Seconda Domenica di Quaresima (parti coro) - coll. 51S12
  - KYRIE, SANCTUS E AGNUS DEI dalla “Missa Brevis” a una voce e organo (parti coro) - coll. 51S13
  - INNO A SAN GIUSTO (partitura e parti) - coll. 51S14
  - MISSA “AD CATACUMBAS” a due voci doppie-pari e organo (partitura e parti) - coll. 62D1